# Stefan Čavor
Stefan Čavor (Kotor, 3 de noviembre de 1994) es un jugador de balonmano montenegrino que juega de lateral derecho en el HSG Wetzlar de la Bundesliga. Es internacional con la Selección de balonmano de Montenegro.
Su primer campeonato con la selección fue el Campeonato Europeo de Balonmano Masculino de 2016.

## Clubes
- RK Budvanska Rivejera
- BM Ciudad Real ( -2013)
- BM Villa de Aranda (2012-2013) (cedido)
- RK Celje (2013-2014)
- Csurgói KK (2014-2016)
- HSG Wetzlar (2016- )